# Felix Kersten
Felix Kersten (Tartú-Estonia: 1898 -f. 1960) fue un terapeuta alemán nacionalizado finlandés, médico personal de Heinrich Himmler. Doctor en masaje terapéutico, una de las pocas personas que pertenecieron al círculo de hierro de Heinrich Himmler, por circunstancias profesionales, su vida corrió paralela a la del líder nazi.
Kersten fue famoso por su reconocido don de sanar con las manos y haber negociado con el Reichführer Heinrich Himmler la vida de miles de condenados al exterminio durante la Segunda Guerra Mundial. Su historia de ribetes emotivos se basa en su propio testimonio, publicado en 1947 con el título The Memoirs of Dr. Felix Kersten, «que solo ocasionalmente es digno de confianza».

## Reseña biográfica
Nacido el 30 de septiembre de 1898, en Tartu, Estonia, se nacionalizó finlandés por motivos ocupacionales - falleció el 16 de abril de 1960, en Estocolmo. Estudió una rama poco conocida de la medicina que es la terapéutica manual en Helsinki -Finlandia, obtuvo el grado de "Masajista científico" en 1921. Más tarde se especializó en técnicas tibetanas con el Dr. Ko. llegando a presidir una de las tres instituciones más importantes a nivel mundial relacionadas al ocultismo y la alquimia, "LA CORTE DE SUIZA", organización humanitaria sin fines de lucro destinada a la regulación de sus miembros en dichas artes.
También fue miembro honorario de la Corte de Arion radicada desde sus comienzos en Sudamérica (Brasil), donde desempeño junto a los dirigentes de dicha institución la llamada persecución nazi aunque no existían tratados que apoyaran la extradición de estos a Alemania. La relación personal con el Secretario General de la Corte de Arion don Alejandro Abel Pross fue relevante en el momento de denunciar la presencia de personajes como Joseph Menguele en territorio brasileño aunque la burocracia de dicho país impidió que fuera capturado.

## Personalidad y fama precedente
Kersten poseía una personalidad muy cálida, amistosa y era muy caballeroso, además de poseer un supuesto don de sanar, que obraba maravillas en los pacientes que trataba. En 1924 se trasladó a Berlín donde se hizo de una clientela muy extensa y su fama se extendió por toda Alemania. Gracias a su fama accedió a las cortes de Países Bajos y Suecia donde era invitado de honor y gracias a esta misma reputación accedería sin quererlo a las puertas mismas de las altas esferas de la Alemania Nazi.

## En el círculo de hierro deHeinrich Himmler.
En diciembre de 1939, un representante de las SS se presentó al despacho de Kersten y solicitó que acudiera en persona a las oficinas del n.º 8 de la Prinz-Albrecht-Strasse, donde se encontraba la oficina central de la Schutzstaffel (SS). La persona que le había citado era nada menos que el jefe de la SS, el Reichsführer Heinrich Himmler, el n.º 2 de la Alemania Nazi.
Himmler padecía de una especie de úlcera estomacal que le provocaba calambres dolorosos, que ninguno de sus médicos había podido tratar satisfactoriamente. Kersten puso su profesionalidad y don en juego, y con hábiles masajes logró aplacar el crónico dolor que aquel sufría. Himmler quedó impresionado con la habilidad y profesionalidad demostrada por Kersten, quien no se amilanaba ante la presencia de uno de los personajes más siniestros del régimen de Hitler y le quiso enrolar en sus filas, a lo que Kersten se negó amablemente. Himmler le dio un pase personalizado que le permitiría atenderlo en cualquiera circunstancia en que se encontrase.
Las atenciones se hicieron regulares, pues aunque los masajes no mejoraban el mal sí lo aliviaban. Kersten llegó a sospechar, sin temor a equivocarse, que los mismos ribetes y situaciones de la maquinaria del terror impuesta por Himmler bajo la inmediata supervisión de Hitler hacían estragos en el mismo subconsciente del personaje y se reflejaba en estas dolorosas convulsiones nerviosas. Himmler se hizo adicto a sus masajes y Kersten no le cobraba emolumentos por sus servicios.
Gracias a esta obligada convivencia, Kersten llegó a conocer muy bien a su especial paciente y pudo verificar el grado de sumisión e idolatría que este profesaba hacia Hitler, además de otros detalles tan personales como el grado de orden que tenía Himmler en su vida. Percibió además que, si bien no era un individuo muy inteligente, sí era tremendamente suspicaz y desconfiado.
Himmler estaba completamente embebido en la política racial de Hitler y además veía en la guerra una forma de purificación de la nación germana; esta idea ocultaba la maquinaria de exterminio de Hitler.
Poco a poco Kersten se fue ganado la confianza de Himmler y, aunque se esforzaba por mirarle solo desde el punto de vista profesional, no podía sustraerse de las fuertes revelaciones que de cuando en cuando le hacía. Con la anuencia secreta de los gobiernos finlandés y sueco, Kersten comenzó a arrebatarle secretos que inteligentemente ponía en conocimiento de los servicios secretos de estos países.
Como Kersten no pedía emolumentos por sus servicios, Himmler concedió acceder a cualquier favor que estuviera a su alcance. Kersten aprovechó esta instancia para salvar primero a algunos conocidos que habían sido hecho prisioneros de la Gestapo en Suecia y luego en Países Bajos. Pero la poderosa influencia que ejercía Kersten sobre Himmler llamó la atención de Reinhard Heydrich, su lugarteniente, quien comenzó a investigarle, sospechó acertadamente que estaba manteniendo contactos con el enemigo y empezó a acosarle.
Fue el secretario personal de Himmler, Rudolf Brandt, quien lo salvó de caer en las redes de Heydrich, advirtiéndole de las maniobras que él hacía. Heydrich intentó involucrar a Kersten con el pretexto de que un médico alemán no podía, por decreto, atender pacientes judíos. Kersten se defendió aduciendo su nacionalidad adoptiva (finlandesa). Heydrich intentó sin éxito demostrar los contactos de Kersten con la embajada de Finlandia, Países Bajos y Suecia.

## La deportación de los neerlandeses.
Todavía tendría Kersten una oportunidad más de poder volver a ver a Heydrich, pero bajo otras circunstancias.  El 1 de marzo de 1941, Kersten acudió a la oficina de Himmler, sin embargo, este no le pudo recibir y tuvo que esperar en el comedor. Justamente a esa hora llegaron Heydrich y Hanns Albin Rauter y se sentaron cerca de él, sin que estos notaran su presencia. Viéndose en una privilegiada situación puso oído a lo que estos personajes charlaban y pudo darse cuenta de que hablaban de un plan de deportación de neerlandeses a Polonia.
Heydrich había acusado a los neerlandeses de ser culpables de sedición y traición por ser de sangre germana. Alarmado acudió a la oficina del secretario de Himmler y exponiendo su vida confidenció esta conversación a Brandt de quien ya se consideraba su amigo y este le dio acceso a un documento dirigido de Heydrich a Himmler donde se pormenorizaban los detalles de la deportación de unos 3.000.000 de neerlandeses a pie desde Países Bajos a los campos de concentración en Polonia.
Arriesgando su vida, Kersten acudió resuelto a usar su influencia en Himmler. Al día siguiente, aprovechando el diario tratamiento a Himmler y en un momento determinado le expuso su conocimiento de dicho plan. Himmler, muy relajado por los masajes, al principio no captó la importancia de la conversación y repentinamente se hizo un silencio pesado en la oficina del Reichführer. - ¡¡¿Cómo supo ud. esto?!!- sentenció.
Kersten sin perder la calma, expuso que lo había escuchado casualmente de boca de Rauter y Heydrich. Himmler dio crédito a la explicación de su masajista y prometió dar una reprimenda a sus lugartenientes. Kersten arriesgando su persona, instó al Reichführer a tratar el tema desde un punto de vista diferente y le insinuó que este tema le iba a acarrear un agravamiento de su mal si no lo posponía. Himmler alegó que no podía contradecir lo que Hitler ya tuviese estipulado. Prudentemente Kersten insistió en el tema tratando de meter la idea en la holística de Himmler sin resultados, la fecha límite para ejecutar la deportación era el 20 de abril de 1941.
Ya en el límite de la fecha anunciada, Himmler empezó extrañamente a padecer aún más del mal que le ataba a Kersten, los masajes diarios ya no daban resultados, Himmler imploró a Kersten una mejor atención a su salud.
Para esa fecha Hitler había ordenado a Himmler el aumento de las SS desde 100.000 a casi 1.000.000 de hombres, sumado a la deportación y el exterminio sistemático, Himmler ya no daba abasto. Era la oportunidad que esperaba Kersten. Este le aconsejó que diera prioridad a lo más sólido, las SS. Himmler aceptó negociar con Hitler posponer la deportación y este al final aceptó. Himmler volvió sonreír y colocó a Kersten como su amigo personal y confidente con plena libertad, privilegios y protección personal.
Heydrich no podía dar crédito cuando recibió la orden de postergar la deportación y sospechó inmediatamente de Kersten, este fue citado a su despacho en Bohemia e interrogado por Heydrich, quien quiso involucrarlo en la resistencia holandesa.  Una llamada imperativa de Himmler y Heydrich tuvo que soltar a su presa muy a su disgusto.  Nuevamente Brandt, quien había puesto sobre aviso a su jefe, había salvado a Kersten.
Aunque Heydrich murió el 4 de junio de 1942 en la ejecución de la Operación Antropoide a manos de unos activistas checos, su muerte no alivió la situación de perseguido de Kersten, pues a aquel le sucedió Ernst Kaltenbrunner quien se convertiría en su perro de presa personal. Rauter sería ejecutado después de la guerra por una sentencia de una Corte Holandesa por Crímenes contra la humanidad. Igualmente Kaltenbrunner sería ejecutado tras los Juicios de Núremberg, en 1946.

## El plan humanitario sueco contra la "Solución Final"
En octubre de 1942, Kersten tuvo que acudir de urgencia al tren privado de Himmler procedente de la Prusia oriental, encontró a Himmler totalmente estresado, al borde de un síncope nervioso. Durante el tratamiento, Himmler le reveló que Hitler le había ordenado un plan de exterminio sobre el pueblo judío, todo esto a raíz del fracaso de las negociaciones secretas con Gran Bretaña para obtener la paz(Véase: Rudolf Hess) que según Hitler habían sido entorpecidas por los judíos de la dirigencia de ese país.
Kersten luego de escuchar horrorizado sus confidencias intentó disuadirlo de tamaño proyecto de genocidio, pero Himmler le replicó: -" es la tragedia de los grandes como Hitler, andar sobre cadáveres"- intentó explicar a Kersten que había intentado persuadir a Hitler de que no le encargara tal empresa, pero este le había tomado de la solapa en un ataque de rabia y le había increpado que: -" Yo he hecho de ti un hombre..por mi vales...y ahora no quieres obedecerme...¿Eres acaso un traidor?!!!."-Himmler replicó mansamente que haría lo instruido por él.
Kersten comprendió que Himmler estaba atado al temor de la figura de Hitler. A Himmler no le importaba la muerte de miles de judíos, solo le importaba que Hitler perdiera la confianza en él.
Kersten se encontró frente a esta realidad sin una efectiva solución para poder remediar esa influencia, y mientras Himmler puso a funcionar la maquinaría de los campos de concentración para el "asunto judío" de "la solución final", en forma tan eficaz que pronto las estadísticas de estos campos de exterminio subieron abrumadoramente.
Entrando el año 1943, el gobierno sueco, neutral en la guerra, en antecedentes del plan de exterminio judío pidió secretamente a Kersten un informe secreto sobre el tema, ya que aunque Finlandia era aliada de Alemania en lucha con la Unión Soviética y Kersten era finés, conocían su grado de humanidad.
Kersten realizó un viaje a Finlandia, pero a la vuelta, de paso, se entrevistó en Estocolmo con funcionarios de confianza del gobierno sueco, la parada en Estocolmo fue disimulada con el pretexto de asistir a los cerca de 5.000 heridos finlandeses en los hospitales de la capital sueca.
La idea del gobierno sueco era neutralizar la cada vez más creciente influencia de los aliados para que Suecia entrara en guerra con Alemania, cosa que el gobierno sueco no estaba dispuesto a hacer, sin embargo, tampoco querían echarse encima a los enemigos de Alemania. A cambio, el gobierno sueco propuso a los aliados salvar humanitariamente la mayor cantidad de vidas desde los campos de exterminio, negociando indirectamente con Himmler a través de Kersten.
La idea principal del plan era que a través de la Cruz Roja Internacional representada por el conde Folke Bernardotte se intermediara a través de Kersten con Himmler, para que liberara cuotas de judíos condenados, a los que Suecia y Suiza les darían asilo. Este contacto sería vital más adelante.
Kersten meditó profundamente sobre cómo negociar el tema con Himmler, sabía que contaba con su entera confianza, pero también sabía que estaba negociando con una fría máquina de exterminio. Y aunque ya tenía conquistado a Rudolf Brandt, el secretario personal de Himmler, para trazar el vasto plan, debía también ganarse la confianza de sus esbirros, los inmmediatos en la línea de mando de Himmler, el coronel de las SS, Walter Schellenberg y el general Gottlob Berger.
La providencia quiso que el mismo Himmler recomendará a Berger que se dejase asistir por Kersten por unas dolencias, Berger acudió al despacho de Kersten a regañadientes, ya que le producía animadversión, pero pronto se ganó su entera confianza.
Schellenberg fue mucho más fácil de amistar ya que Kersten le ofreció ayuda contra los muchos enemigos que este tenía en las Waffen SS, y además estaba convencido secretamente de la pronta derrota de Alemania. Ya tenía tres aliados, pero fue precavido en tratar el tema directamente con Himmler, por lo que empezó a trabajarlo psicológicamente.
Primeramente le propuso hacer parecer a los daneses, noruegos y neerlandeses como germanos descendientes de una única rama aria, poco a poco Himmler fue cediendo en su lealtad política a Hitler, los resultados parecían disponibles.
Sin embargo, el atentado del 20 de julio de 1944 ejecutado por Claus von Stauffenberg lo apartó de estas ideas ya que tuvo que hacer de perro de presa junto a Ernst Kaltenbrunner y tuvo que esperar.
Al contrario de lo que estimaba, Himmler lo llamó perentoriamente después de concluir la gran cacería de implicados del complot ejecutado por Claus von Stauffenberg, tenía que reunirse en Orianenburg, para ello tenía que viajar desde Berlín a dicha estación para abordar el tren que lo conduciría a Prusia oriental.
Cuando iba a abordar el vehículo de las SS, un motociclista SS que venía de parte de Schellenberg le advirtió, con una nota por escrito, que iba a ser emboscado por un destacamento SS de Kaltenbrunner y asesinado. Kersten tomó otra ruta y llegó sin novedad a su destino.
Cuando expuso el hecho a Himmler y le mostró la nota, Himmler palideció e hizo citar a Kaltenbrunner a un almuerzo. Durante el almuerzo, Kaltenbrunner sin poder disimular su odio hacia Kersten ,comenzó con sarcásticos comentarios que fueron abruptamente interrumpidos por Himmler y este le espetó:-"Escuche bien Ernst, si Kersten muere o le sucede algo, Ud., no sobrevivirá ni una hora al suceso, ¿me entendió bien?"-.  De este modo, Kersten se elevó a la misma altura de los principales de Himmler y además fue vehementemente protegido por el mismo Kaltenbrunner, quien sospechaba que Schellenberg podría asesinarlo para su ruina.
Para diciembre de 1944, Kersten se desesperaba por encontrar un modo de poder hacer avanzar el plan sueco con Himmler, pero no había encontrado la forma de hacerlo, pues Himmler iba de negativa en negativa. Fue el mismo Himmler el que le dio la oportunidad.
Un implicado del complot del 20 de julio llamado Karl Wentzel y conocido de Kersten iba a ser ejecutado. Kersten logró obtener la palabra de honor de Himmler de perdonarle la vida, sin embargo, a pesar de todo fue ejecutado mediante ahorcamiento.  Cuando Kersten lo supo, fue tal su indignación que sin medir consecuencias, entró iracundo a la oficina de Himmler y le reprochó abiertamente el poco valer de la palabra del mandatario de las SS.  Este, poder creer la situación a que lo enfrentaba Kersten, se deshizo en disculpas, las que no fueron aceptadas por el enfurecido Kersten que salió dando un portazo del despacho, pero Brandt le hizo ver que Himmler estaba amarrado de manos por Hitler y que no se había podido hacer nada. Kersten recapacitó y entró nuevamente al despacho de Himmler y le dijo que le disculparía siempre y cuando el propio Himmler exonerara a otras personas donde la autoridad de Himmler era indiscutible.  Himmler asintió, y a continuación, Kersten le pidió la vida de unos 7,750 condenados al exterminio para ser llevados a la frontera con Suiza y de ahí asilados en Suecia. Suiza estaba dispuesta a recibir hasta 20.000 judíos. Himmler vio además en este contacto una salida hacia la luz, por medio del Conde Bernardotte.

## Contrato en nombre de la Humanidad
Para 1945, ya era un hecho en los altos círculos nazis que la derrota estaba a la vista, por tanto por orden de Hitler, la maquinaria de exterminio fue acelerada al máximo para acabar con la tarea antes que los aliados y rusos llegaran a la zona de las instalaciones de los campos de concentración, una vez finalizada la tarea iban a ser dinamitados con los sobrevivientes que quedaran. Además se aceleró la ejecución de los enemigos del nazismo que atestaban la cárceles de Alemania.
Kersten comenzó a ser presionado por el gobierno sueco y después de meditar profundamente resolvió jugársela enteramente en la próxima reunión con Himmler.  En marzo de 1945, Kersten se reunió con Himmler y comenzó a instarlo a tomar las riendas del poder (sabía que si Himmler le daba la espalda, su muerte por el cargo de derrotista y traidor era segura).  Kersten le pidió que los campos no fueran dinamitados, que ni un solo judío más fuera ejecutado y que lotes de miles de ellos fueran enviados por medio de Suiza a través de la gestión del conde Folke Bernadotte.  Kersten le instó a que si hacía estas cosas, la humanidad le debería a Himmler una cuota de gratitud, además de que los aliados lo necesitarían para poder mantener el orden de la nueva Alemania (por supuesto, todo esto era falso).  A ello se le sumaron Brandt, Schellenberg y Berger para empujarlo a que firmara un documento tipo contrato al respecto.  Himmler envío por medio de Bernardotte propuestas anexas al generalísimo de los aliados, Eisenhower, ofreciéndose como Jefe de Policía de la nueva Alemania y aprovechó la instancia para ofrecer la rendición de Alemania.
El 12 de abril de 1945, Himmler redactó el contrato, que se llamó "Contrato en nombre de la Humanidad". En que se especificaba que:
- 1. Los campos de concentración no serán dinamitados.
- 2. No será ejecutado ni un solo judío más.
- 3. El gobierno sueco podrá enviar paquetes de ayuda a los judíos prisioneros.

El increíble documento fue firmado por Himmler y Kersten mismo, ese día miles de judíos tuvieron la esperanza de salvar la vida; sin embargo, para entonces ya casi unos 6´000,000 de ellos no existían.  Luego logró que Himmler se entrevistara en secreto con un miembro del Congreso Mundial Judío (Norbert Masur) en Harztwalde para confirmar las promesas del contrato. Dicha reunión tuvo efecto casi a fines de abril cuando ya los rusos cercaban Berlín. Himmler expuso sus motivaciones antisemitas y el representante junto a Kersten logró garantizar la vida de los judíos sobrevivientes.
Además, Himmler aprovechó el contacto de la Cruz Roja Internacional para contactar personalmente con el Conde Bernardotte y hacerle proposiciones de paz para que este se las transmitiera a los aliados.  Por este acto Himmler, que era el sucesor del Führer, fue considerado un traidor por Hitler y condenado a muerte.

## Epílogo
Himmler, a través de Bernardotte, se enteró de que los aliados no reconocían su autoridad y que la petición de ser un Jefe de Orden y Seguridad de la Alemania ocupada fue rotundamente rechazada por Eisenhower y a su vez catalogado como el mayor asesino de toda la historia. Al mismo tiempo la agencia Reuters difundía las tentativas de negociación de Himmler y Hitler se enteraba de esto haciéndole condenar a muerte.  Su enlace con Hitler, Hermann Fegelein fue ejecutado como una muestra de la furia de Hitler. Kersten vio a Himmler por última vez con su uniforme negro a fines de mayo de 1945, en Hartzwalde y le dijo premonitoriamente que no pensara mal de él, pues sin duda se habían cometido errores graves con el problema judío.
- Himmler, aun bajo la premisa de ser esencial para el nuevo orden, resolvió primero colocarse a disposición del nuevo gobierno de Karl Dönitz, pero fue rechazado en la sede del gobierno provisional en Flensburg, resolvió junto con sus ayudantes, desaparecer del escenario e intentó evadirse cambiando de apariencia, se rapó el bigote y se peinó de otro modo, pero fue capturado por unidades británicas cerca de Bremen, haciéndose pasar por un gendarme llamado Heinrich Hitzinger (un desertor fusilado por cobardía por las SS), casi pasó el reconocimiento, pero el orden y pulcritud de sus papeles (una cualidad intrínseca de Himmler) llamó la atención del oficial de interrogaciones, fue apartado y cacheado aparte, finalmente se develó como el Reichsführer-SS, fue comparado con fotos y reconocido. Fue llevado a un cuartel en Luneburgo donde se suicidó con cianuro cuando estaba siendo revisado corporalmente por un médico.
- A Rudolf Brandt, su secretario personal, se le halló culpable de todas las monstruosidades redactadas y firmadas por orden de Himmler y se le ejecutó, muy a pesar de Kersten que hizo numerosas gestiones por salvarle.
- A Walter Schellenberg y Berger se les halló en Núremberg culpables, y se les impuso una condena de 25 y 6 años respectivamente, pero cumplieron 5 y dos respectivamente y fueron liberados.
- Ernst Kaltenbrunner fue hallado culpable de las atrocidades que Reinhard Heydrich había sembrado y que él había cosechado y fue ahorcado.
- Félix Kersten se estableció en Suecia después de la guerra; pero el estigma de haber sido el médico personal de Himmler hizo que muchos pacientes, sobre todo neerlandeses, rechazaran sus servicios. Kersten pasó amargos momentos por ese pasado.

En 1949, se instituyó una comisión sueco-holandesa para tratar el caso Kersten y después de una investigación extensa no solo se le reivindicó, sino que además fue condecorado por el gobierno holandés. En 1953, se le otorgó la ciudadanía sueca y siguió ejerciendo por toda Europa con gran éxito. El 16 de abril de 1960, la muerte con la cual él tanto había negociado, le cobró su parte, en forma de un ataque cardiaco.
Se estima, según el congreso judío de 1960, que Kersten salvó del exterminio, negociando cara a cara con Himmler, a no menos de 60.000 judíos y un número indeterminado de activistas condenados o inocentes de distintas nacionalidades.